# 타자용 헬멧

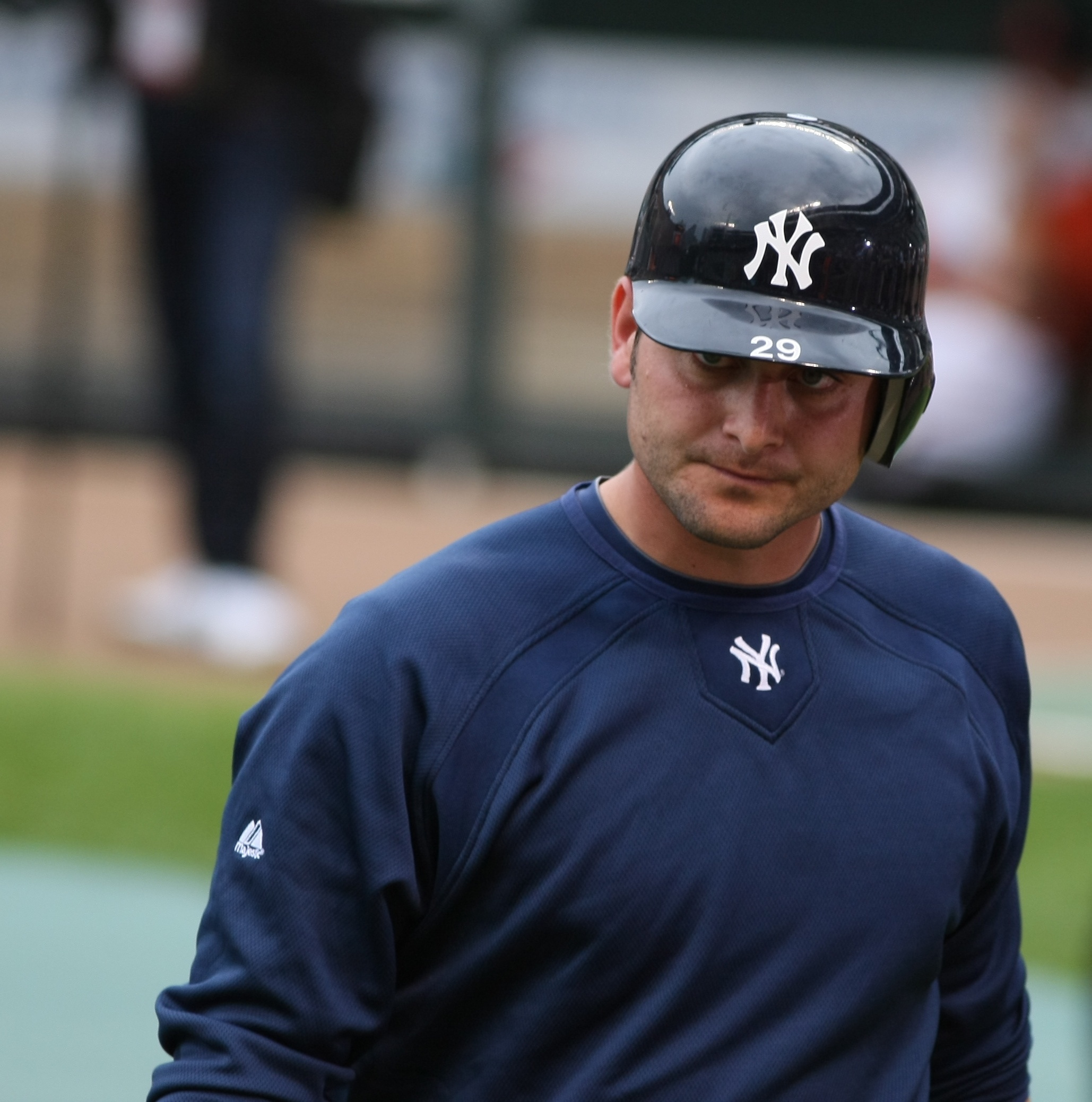
헬멧

타자용 헬멧은 야구에서 공격측에서 타석에서는 타자와 주자, 수비에서는 포수가 머리를 보호할 목적으로 쓰는 헬멧이다. 투수나 다른 포지션이 던진 공이나 타자가 친 타구가 타자와 주자의 머리에 맞은 경우, 피해를 줄일 수 있다.

## 같이 보기
- 야구 장비